# Покров-Рогули
Покров-Рогули — село в Пошехонском районе Ярославской области России. 
В рамках организации местного самоуправления входит в Белосельское сельское поселение, в рамках административно-территориального устройства является центром Приухринского сельского округа.

## География
Расположено в 37 км к юго-востоку от центра города Пошехонье.

## История
В селе было две церкви. Холодная построена в 1763 году и теплая – не ранее 1800 года. Обе каменные, с таковою 3-х ярусною колокольнею при холодной церкви и оградою. Престолов было два: в холодной - в честь Покрова Пресвятой Богородицы и в теплой – во имя св. бессребреников Космы и Дамиана. 
В конце XIX — начале XX века село входило в состав Холмовской волости Пошехонского уезда Ярославской губернии.
С 1929 года село входило в состав Приухринского сельсовета Пошехонского района, в 1941 — 1959 годах — в составе Арефинского района, с 2005 года — в составе Белосельского сельского поселения.

## Население
| 1859 | 1914 | 2002 | 2007 | 2010 |
| ---- | ---- | ---- | ---- | ---- |
| 42   | ↗59  | ↗226 | ↘184 | ↘177 |

Согласно результатам переписи 2002 года, в национальной структуре населения русские составляли 96 % от всех жителей.

## Достопримечательности
В селе расположены недействующие Церковь Покрова Пресвятой Богородицы (1763) и Церковь Космы и Дамиана (1800).

## Инфраструктура
Общеобразовательная школа, фельдшерско-акушерский пункт (филиал Пошехонской центральной районной больницы), два продуктовых магазина.

## Улицы
Зелёная, Школьная, Мирная.

## Транспорт
Село расположено в непосредственной близости к автодороге регионального значения 78К-0010 «Данилов — Пошехонье».
Покров-Рогули обслуживается пригородными автобусными маршрутами №№ 108 Пошехонье — Гужово, междугородними маршрутами №№ 530К Ярославль — Пошехонье, 537 Ярославль — Пошехонье.